# Шамільський район
Шамільський район (до 1960 р - Кахібський район, до 1994 р - Радянський район) - муніципальний район в Дагестані, Росія.
Адміністративний центр - село Хебда.

## Географія
Район розташований в південно-західній частині Дагестану і межує: з Ахвахським, Хунзахським, Гунібським, Чародінським, Тляратінським і Цумадінським районами республіки.  Площа території - 920 км².

## Історія
Постановою 4-ї сесії ДагЦІК від 22.11.1928 р з частини території колишніх Аварського, Андійського і Гунібського округів створений Кахібський кантон з центром у селі Урада. 26.09.1932 р районний центр перенесений в село Кахіб. Указом ПВС РРФСР від 14.09.1960 р район перейменований в Радянський з перенесенням районного центру в знову утворений населений пункт Радянське. В 1994 році Указом Президії Верховної Ради Республіки Дагестан район перейменований в Шамільський, а село Радянське в Хебда.

## Населення
Населення - 28 457.
Національний склад
В районі проживають аварці і ахвахці.  

## Економіка
У районі розвинене сільське господарство. У структурі валового виробництва основних галузей на його частку припадає 95% продукції.
Загальна площа земель становить 164 тис. гектарів, з них сільгоспугідь 109,6 тис. га. На території району функціонують агрофірма «Голотлінська» з консервним цехом, 33 фермерсько-селянських господарств та 7494 особистих підсобних господарств. В особистих підсобних і селянсько-фермерських господарствах вирощують картоплю, овочі і плоди, велику і дрібну рогату худобу. В окремих ЛПГ містяться пасіки.

## Транспорт
Найближчих залізничних пунктом є м. Буйнакськ, розташоване за 163 км.
До республіканського центру м Махачкала - 208 км, з ним райцентр пов'язаний асфальтованою дорогою. Ця дорога проходить по ущелині річки «Аварське Койсу» по території не тільки Шамільського, але Хунзахського і Гунібського районів. Протяжність доріг загального користування в районі складає 278 км, у тому числі з твердим покриттям - 64 км.

## Пам'ятки

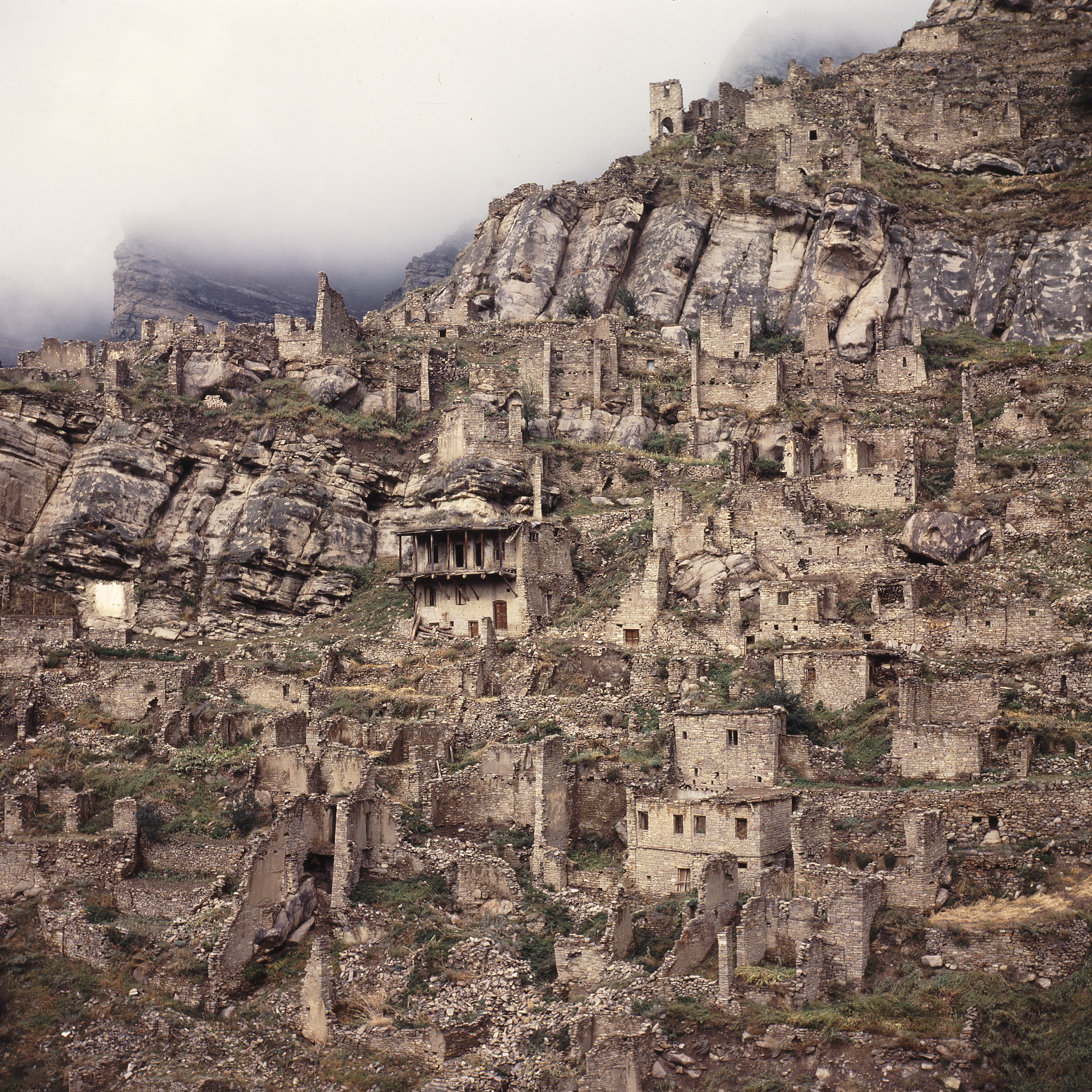
Старий Кахіб

У районі розташовані 25 пам'яток історії республіканського значення: кладовища XII-XVII століть, підземні культові приміщення, надмогильні стели шейхів, петрогліфи, датовані XI-XV століттями.
В районі розташовано 80 архітектурних пам'яток: 17 з них федерального, решта - республіканського значення. Серед них бойові вежі XVI-XVII століть, християнський Датунський храм кінця ХІ століття, бойова вежа в селі Мусрух, бойова вежа Хуршилова в селі Хотода, верхня і нижня бойові вежі в селі Старий Кахіб, будинок Чєерова в селі Урада, будинок Якубова в селі Мачадо та інші
У районі близько 20 мечетей з мінаретами, побудовані в XVII-XVIII століттях. Реставровані мечеть і медресе XVII століття в селі Гента, мечеть XVII століття в селі Тідіб.
У районі розташовано більше 30 пам'яток археології республіканського значення часів від кам'яної доби до середньовіччя: Гінчинські могильники, Занатинський могильник, Хотодинське поселення, Росохське і Чолодинське поселення в селі Мачадо, 4 могильника в селі Урада, Цархігоцінський могильник поблизу села Тідіб, Голотлтінські могильники середньовіччя, Ругельдинський могильник середніх віків, Урибський могильник албанського часу, Мачадинські петрогліфи та ін.